# Cribrospongiidae
Cribrospongiidae é uma família de esponjas marinhas da ordem Hexactinosida.

## Gêneros
- Stereochlamis Schrammen, 1912